# Каяпкулово
Каяпку́лово (рос. Каяпкулово) — село у складі Александровського району Оренбурзької області, Росія.

## Населення
Населення — 122 особи (2010; 168 у 2002).
Національний склад (станом на 2002 рік):
- башкири — 92 %